# Guiné-Bissau nos Jogos Olímpicos
A Guiné-Bissau tem mandado atletas para todas as edições dos Jogos Olímpicos de Verão realizadas desde 1996, embora o país nunca tenha conseguido uma medalha olímpica. O país nunca participou de nenhuma edição dos Jogos Olímpicos de Inverno.